# Dailymotion

2005~2015年的標誌

Dailymotion（中譯：每日影像）是一家視訊分享網站，總部位於法國巴黎十七區。它的域名在YouTube之後一個月注冊。Dailymotion最广为人知的特点之一就是其提供支援开放格式ogg的視訊。和同類型的其他Flash視訊分享網站相比，Dailymotion以其短片具有高清晰畫質而聞名。到2008年1月，每天上傳到該站的短片大約是16,000，網頁瀏覽次數平均一天超過2600萬次。2008年1月，Dailymotion的Alexa全球網站排名為38。母公司為威望迪。

## 簡介
Dailymotion允許用戶利用標籤、頻道或用戶群搜尋視訊，搜索系統還在搜索結果中引入其他用戶搜尋的關鍵詞，每個文件的視訊最大容量是2GB（YouTube是2GB），視訊限制是60分鐘（YouTube是60分鐘），但MotionMaker用戶上載視訊不受視訊大小和時間限制。
用户可上传分辨率：最高可达4K超高清（3840 x 2160）。
至於Dailymotion明顯的色情內容方面，在Google上對關鍵字「share your sex videos」（分享你的性愛視訊）進行搜索後，Dailymotion顯示在搜尋結果的第一項，不過Dailymotion的服務條款裡聲明那些內容是禁止的。
用戶上載到Dailymotion的視訊被轉為VP6編解碼器（解析度為320x240），MotionMaker用戶可以上傳解析度為「640x480」或「1280x720」的影片，YouTube使用更老的Sorenson SparkH.263編解碼器（解析度為320x240），Dailymotion的音頻被加密為MP3格式立體聲（位元率為96kbit/s），相比之下，YouTube影片是64kbit/s位元率單聲道。
原先Orange為Dailymotion的母公司，2015年威望迪（Vivendi）入主Dailymotion，買下了多數股份。

## 全球分部
DailyMotion總辦公室位於法國巴黎，除此之外在阿比让、美國紐約市、舊金山、英國倫敦及新加坡皆有辦公室。

## 使用平台
目前主流的作業系統如Windows、iOS（含tvOS）及Android都有支援的程式可觀賞DailyMotion上的短片，PlayStation 4也支援DailyMotion，但此功能在美國境內被封鎖。

## 版權保護
在Audible Magic公司的幫助之下，Dailymotion採用可以辨識有版權視訊的音樂指紋系統並且不發布這些視訊。

## 外部連結
- Dailymotion.com（页面存档备份，存于）
- Dailymotion Vs Youtube（页面存档备份，存于）
- Dailymotion Vs VK  （页面存档备份，存于）